# Unione Sportiva Pistoiese 1921 2019-2020
Questa voce raccoglie le informazioni riguardanti l'Unione Sportiva Pistoiese nelle competizioni ufficiali della stagione 2019-2020.

## Divise e sponsor
Per la stagione 2019-2020 lo sponsor tecnico è la confermata Legea, mentre lo sponsor ufficiale è, come nella scorsa stagione, Vannucci Piante.
| Casa | Trasferta | Terza divisa |

## Organigramma societario
Dal sito internet ufficiale della società.
Area direttiva
- Presidente: Orazio Ferrari
- Presidente Holding Arancione: Andrea Bonechi
- Direttore generale: Marco Ferrari

Area organizzativa
- Segretario generale: Neri Cresci
- Club manager: Fabio Fondatori
- Team manager: Fabio Graziani

Area comunicazione
- SLO: Gabriele Turelli
- Responsabile comunicazione e relazioni esterne: Gabriele Terreri
- Ufficio Stampa: Stefano Baccelli

Area marketing
- Ufficio marketing: Alessio Torricelli

Area tecnica
- Direttore Tecnico: Raffaele Pinzani
- Direttore sportivo: Federico Bargagna
- Allenatore: Giuseppe Pancaro
- Allenatore in seconda: Alberto Nardi
- Collaboratore tecnico: Niccoló Pascali
- Preparatore/i atletico/i: Eduardo Pizzarelli
- Preparatore dei portieri: David Biancalani

Area sanitaria
- Responsabile: Edoardo Cantilena
- Medici sociali: Roberto Barbieri, Gianluca Taliani, Leonardo Zogheri
- Fisioterapisti: Marco Gargiani, Gian Paolo Fagni
- Recupero infortuni: Giorgio Datteri

## Rosa
Dal sito internet ufficiale della società.
| N. |                   | Ruolo | Calciatore           |
| -- | ----------------- | ----- | -------------------- |
| 1  | Italia (bandiera) | P     | Simone Toselli       |
| 2  | Italia (bandiera) | D     | Federico Mazzarani   |
| 3  | Italia (bandiera) | D     | Leonardo Terigi      |
| 4  | Italia (bandiera) | C     | Francesco Cerretelli |
| 5  | Italia (bandiera) | D     | Paolo Dametto        |
| 6  | Italia (bandiera) | C     | Antonio Tartaglione  |
| 7  | Italia (bandiera) | C     | Francesco Valiani    |
| 8  | Italia (bandiera) | C     | Alessandro Bordin    |
| 9  | Italia (bandiera) | A     | Niccolò Gucci        |
| 10 | Italia (bandiera) | A     | Luigi Falcone        |
| 11 | Italia (bandiera) | A     | Gregorio Morachioli  |
| 12 | Italia (bandiera) | P     | Matteo Pisseri       |
| 13 | Italia (bandiera) | D     | Andrés Llamas        |
| 14 | Italia (bandiera) | A     | Cristian Spadoni     |
| 15 | Italia (bandiera) | D     | Vincenzo Camilleri   |

| N. |                       | Ruolo | Calciatore            |
| -- | --------------------- | ----- | --------------------- |
| 16 | Italia (bandiera)     | A     | Andrea Aiassa         |
| 17 | Italia (bandiera)     | D     | Federico Sonnini      |
| 18 | Italia (bandiera)     | C     | Giorgio Viti          |
| 19 | Albania (bandiera)    | C     | Sildi Lakti           |
| 20 | Italia (bandiera)     | C     | Emanuele Spinozzi     |
| 21 | Italia (bandiera)     | C     | Mirko Bortoletti      |
| 22 | Italia (bandiera)     | P     | Daniel Salvalaggio    |
| 23 | Italia (bandiera)     | C     | Pietro Tempesti       |
| 24 | Albania (bandiera)    | D     | Klej Luka             |
| 25 | Italia (bandiera)     | C     | Leandro Vitiello      |
| 26 | Italia (bandiera)     | D     | Riccardo Capellini    |
| 27 | Italia (bandiera)     | C     | Viviano Minardi       |
| 28 | Montenegro (bandiera) | A     | Ognjen Stijepović     |
| 29 | Italia (bandiera)     | A     | Pierluigi Cappelluzzo |
| 30 | Italia (bandiera)     | D     | Gabriele Ferrarini    |

## Risultati

### Coppa Italia Serie C
| Arbitro: | Petrella (Viterbo) |

|                          |           |             |
| Tommasini 41’ Bruzzo 84’ | Marcatori | 74’ Falcone |

| Arbitro: | Nicolini (Brescia) |

|  |           |                            |
|  | Marcatori | 66’ Cerretelli 84’ Dametto |

## Statistiche

### Statistiche di squadra
| Competizione         | Punti | In casa | In casa | In casa | In casa | In casa | In casa | In trasferta | In trasferta | In trasferta | In trasferta | In trasferta | In trasferta | Totale | Totale | Totale | Totale | Totale | Totale | DR |
| Competizione         | Punti | G       | V       | N       | P       | Gf      | Gs      | G            | V            | N            | P            | Gf           | Gs           | G      | V      | N      | P      | Gf     | Gs     | DR |
| -------------------- | ----- | ------- | ------- | ------- | ------- | ------- | ------- | ------------ | ------------ | ------------ | ------------ | ------------ | ------------ | ------ | ------ | ------ | ------ | ------ | ------ | -- |
| Serie C              | 7     | 4       | 0       | 3       | 1       | 3       | 4       | 3            | 1            | 1            | 1            | 5            | 4            | 7      | 1      | 4      | 2      | 8      | 8      | 0  |
| Coppa Italia Serie C | -     | 0       | 0       | 0       | 0       | 0       | 0       | 2            | 1            | 0            | 1            | 3            | 2            | 2      | 1      | 0      | 1      | 3      | 2      | +1 |
| Totale               | 0     | 0       | 0       | 0       | 0       | 0       | 0       | 0            | 0            | 0            | 0            | 0            | 0            | 0      | 0      | 0      | 0      | 0      | 0      | 0  |

### Andamento in campionato
| Giornata  | 1  | 2  | 3  | 4  | 5  | 6  | 7  | 8 | 9 | 10 | 11 | 12 | 13 | 14 | 15 | 16 | 17 | 18 | 19 | 20 | 21 | 22 | 23 | 24 | 25 | 26 | 27 | 28 | 29 | 30 | 31 | 32 | 33 | 34 | 35 | 36 | 37 | 38 |
| --------- | -- | -- | -- | -- | -- | -- | -- | - | - | -- | -- | -- | -- | -- | -- | -- | -- | -- | -- | -- | -- | -- | -- | -- | -- | -- | -- | -- | -- | -- | -- | -- | -- | -- | -- | -- | -- | -- |
| Luogo     | C  | T  | C  | T  | C  | C  | T  | C | T | C  | T  | T  | C  | T  | C  | T  | C  | T  | C  | T  | C  | T  | C  | T  | T  | C  | T  | C  | T  | C  | C  | T  | C  | T  | C  | T  | C  | T  |
| Risultato | P  | V  | N  | P  | N  | N  | N  |   |   |    |    |    |    |    |    |    |    |    |    |    |    |    |    |    |    |    |    |    |    |    |    |    |    |    |    |    |    |    |
| Posizione | 12 | 13 | 12 | 15 | 15 | 13 | 14 |   |   |    |    |    |    |    |    |    |    |    |    |    |    |    |    |    |    |    |    |    |    |    |    |    |    |    |    |    |    |    |

Legenda:

Luogo: C = Casa; T = Trasferta. Risultato: V = Vittoria; N = Pareggio; P = Sconfitta.